# Quận Cumberland, Kentucky
Quận Cumberland là một quận thuộc tiểu bang Kentucky, Hoa Kỳ.
Quận này được đặt tên theo aông Cumberland chảy qua quận. Theo điều tra dân số của Cục điều tra dân số Hoa Kỳ năm 2000, quận có dân số 7147 người. Quận lỵ đóng ở Burkesville, Kentucky6.

## Địa lý
Theo Cục điều tra dân số Hoa Kỳ, quận có diện tích km2, trong đó có km2 là diện tích mặt nước.

## Thông tin nhân khẩu
Theo điều tra dân số 2 năm 2000, quận này đã có dân số 7.147 người, 2.976 hộ gia đình, và 2.038 gia đình sống trong quận hạt. Mật độ dân số là 23 trên một dặm vuông (8,9 / km 2). Có 3.567 đơn vị nhà ở mật độ trung bình là 12 trên một dặm vuông (4,6 / km 2). Về cơ cấu chủng tộc, quận này có tỷ lệ dân như sau: 95,28% người da trắng, 3,41% da đen hay Mỹ gốc Phi, 0,14% người Mỹ bản xứ, 0,04% châu Á, Thái Bình Dương 0,06%, 0,15% từ các chủng tộc khác, và 0,91% từ hai hoặc nhiều chủng tộc. 0,60% dân số là người Hispanic hay Latino thuộc một chủng tộc nào.
Có 2.976 hộ, trong đó 29,40% có trẻ em dưới 18 tuổi sống chung với họ, 53,00% là đôi vợ chồng sống với nhau, 11,20% có nữ hộ và không có chồng, và 31,50% là không lập gia đình. 28,90% hộ gia đình đã được tạo ra từ các cá nhân và 14,50% có người sống một mình 65 tuổi hoặc lớn tuổi hơn. Cỡ hộ trung bình là 2,37 và cỡ gia đình trung bình là 2,89.
Trong quận này tháp tuổi dân cư được trải ra với 23,60% dưới độ tuổi 18, 6,90% 18-24, 26,80% 25-44, 24,80% từ 45 đến 64, và 17,90% từ 65 tuổi trở lên người. Độ tuổi trung bình là 40 năm. Đối với mỗi 100 nữ có 92,70 nam giới. Đối với mỗi 100 nữ 18 tuổi trở lên, đã có 89,10 nam giới.
Thu nhập trung bình cho một hộ gia đình trong quận đã được USD 21.572, và thu nhập trung bình cho một gia đình là USD 28.701. Phái nam có thu nhập trung bình USD 21.313 so với 16.548 USD của phái nữ. Thu nhập bình quân đầu người của dân cư quận này là 12.643 USD. Có 16,40% gia đình và 23,80% dân số sống dưới mức nghèo khổ, bao gồm 30,30% những người dưới 18 tuổi và 33,00% của những người 65 tuổi hoặc hơn.